# Fort X des Festungsrings Köln
Das Fort X des Festungsrings Köln ist eine militärische Befestigungsanlage in der Kölner Neustadt Nord nahe der Inneren Kanalstraße. Es handelt sich um einen noch erhaltenen Teil des preußischen Kölner Festungsrings.

Fortifikatorische Entwicklung der Stadt Köln (ohne äußeren Befestigungsring)

## Entstehungsgeschichte

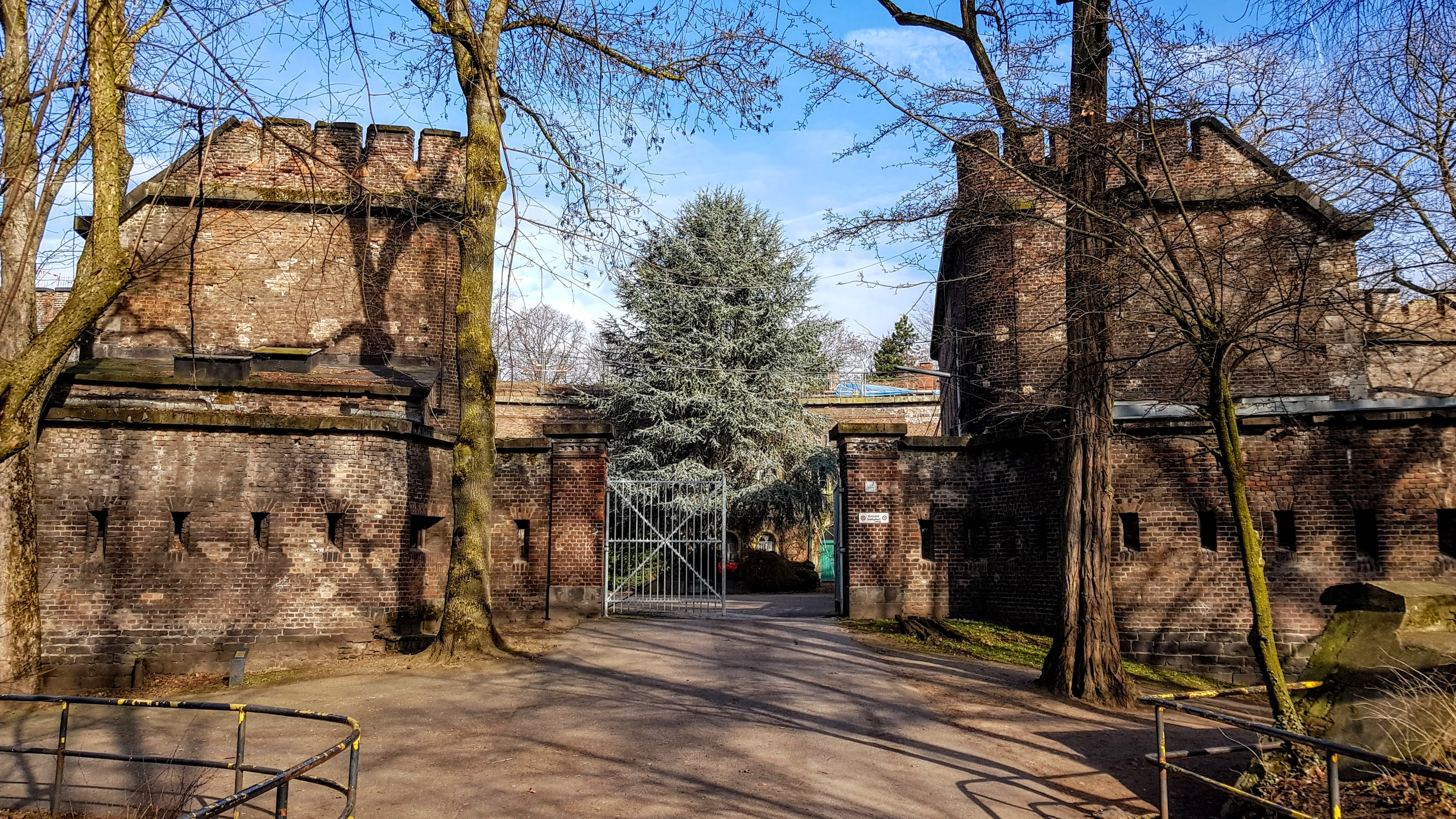
Fort X – Haupteingangstor

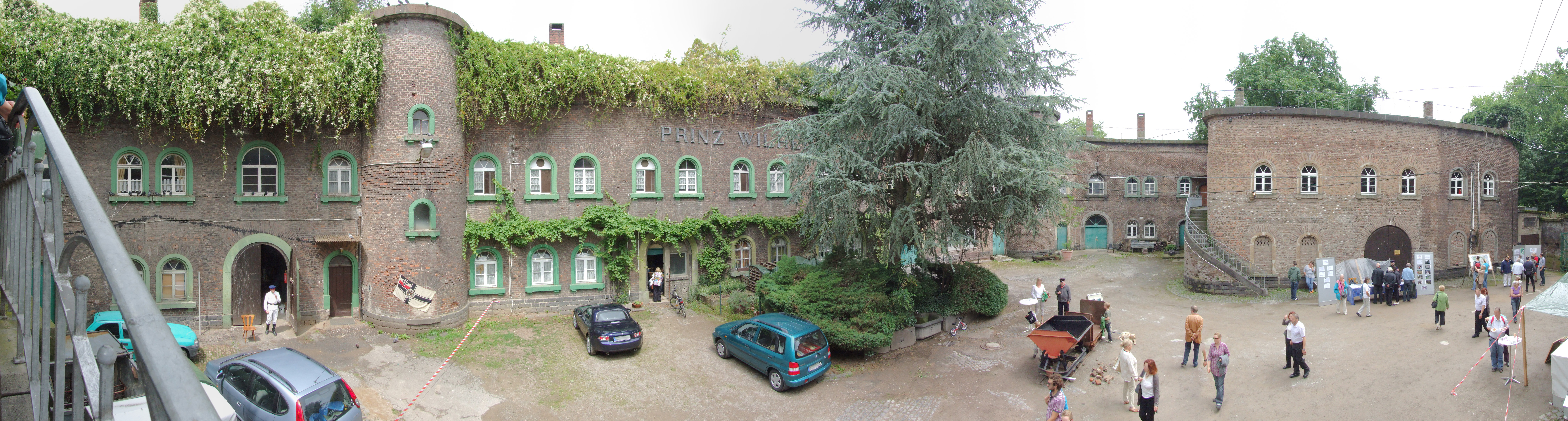
Fort X – Panorama Innenhof

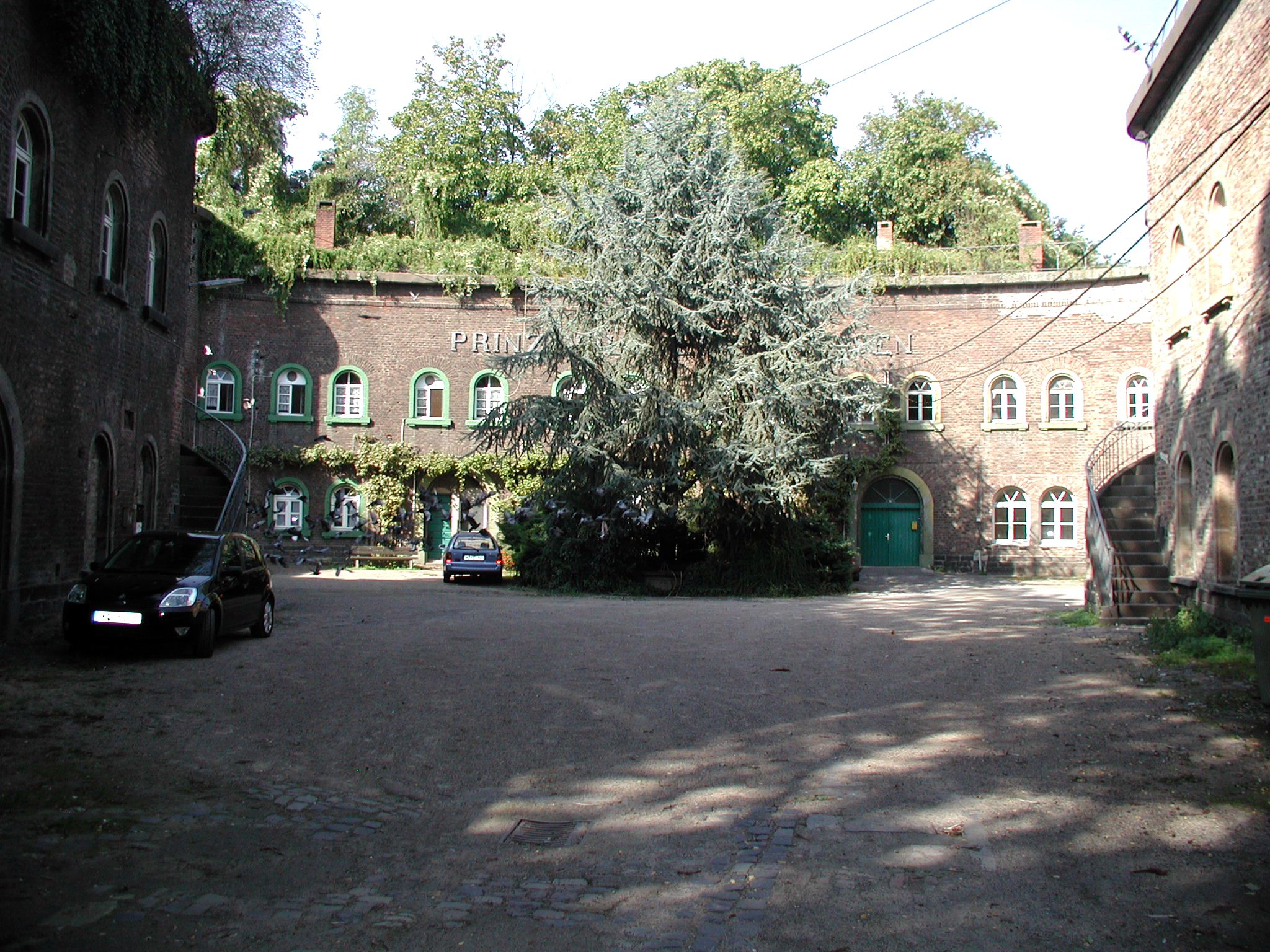
Fort X – Innenhof

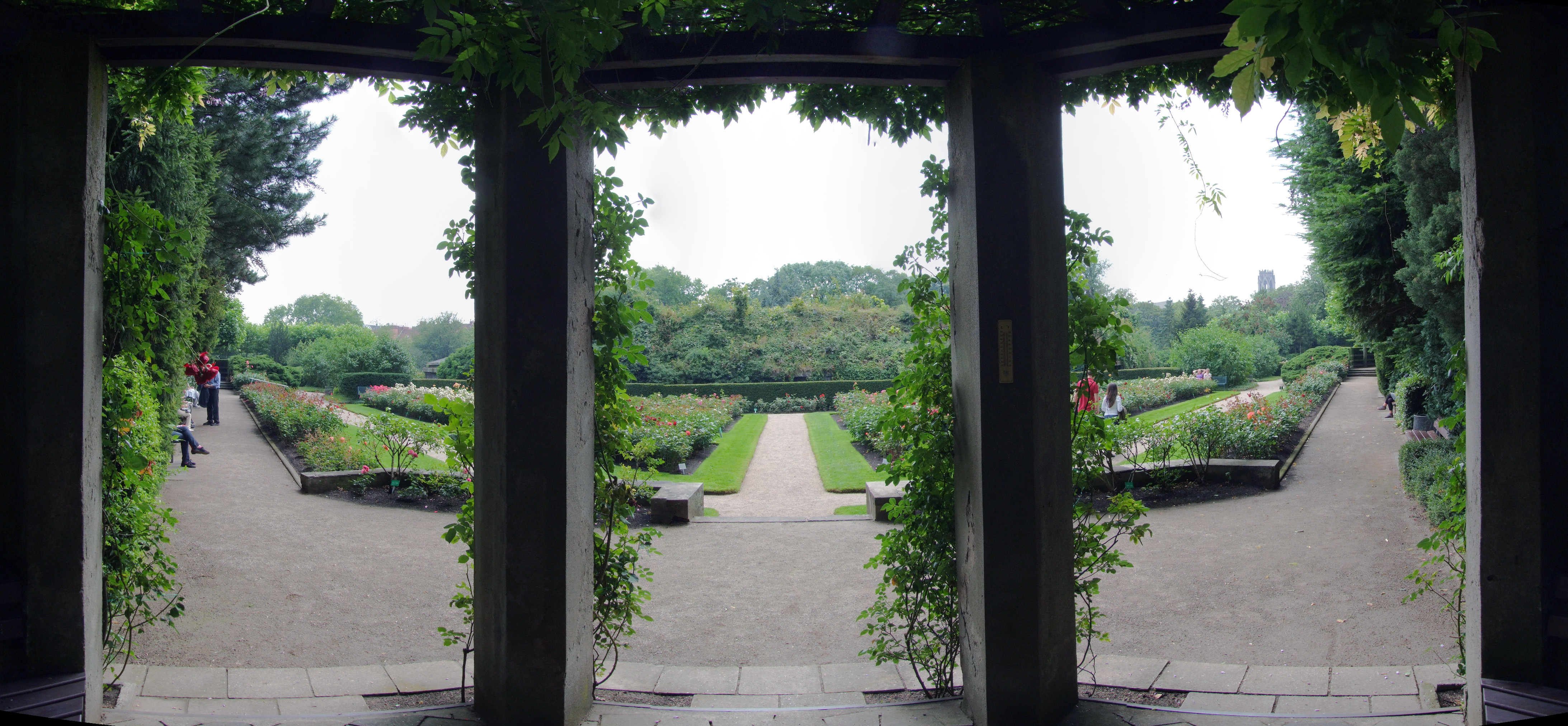
Fort X – Rosengarten, Blick aus dem Pavillon

Das Fort X gehört zu den ursprünglich elf auf dem inneren Gürtel um das linksrheinische Köln angelegten Forts. Sie waren als Verstärkung der Stadtverteidigungsanlagen (Stadtmauer) gedacht.
Nachdem die Stadt am 15. Januar 1814 durch preußische Truppen befreit worden und auf dem Wiener Kongress an Preußen gefallen war, bestimmte am 11. März 1815 König Friedrich Wilhelm III., dass die Rheinlinie durch Forts verstärkt werden solle. Der königliche Erlass vom 22. April 1816 verlangte den Bau von 11 Forts im linksrheinischen Teil von Köln, von denen aus finanziellen Gründen zunächst lediglich die Forts II, IV, VI, VIII und X errichtet wurden. Die bauliche Grundform war bei allen Forts homogen. Sie besaßen eine rechtwinklige Form mit hufeisenförmigen und bombensicheren Reduiten und konnten eine Besatzung von jeweils 300 Mann aufnehmen.
Der Baubeginn für Fort II war am 11. November 1816. Fort X wurde zwischen dem 4. Oktober 1819 und September 1825 nach Plänen des Architekten Ernst Ludwig von Aster für die Oberbaudeputation in Berlin errichtet. Am 9. September 1825 besuchte König Friedrich Wilhelm III. die Stadt Köln, um den fünf neuen Forts Namen zu geben und sie ihrer Bestimmung zu übergeben. Den fünf zuerst errichteten Forts wurden Namen verliehen, Fort X hieß nun „Prinz Wilhelm von Preußen“. Neben Fort II wurde Fort X als besonders wichtig eingestuft. Es ist das einzige Kölner Fort der ersten Bauphase, das das Gesamtkonzept einzelner fortifikatorischer Elemente noch heute erkennen lässt.

## Geplanter Abriss
Der Friedensvertrag von Versailles vom 28. Juni 1919 sah die Schleifung, also den Abriss aller Festungen bis 50 km östlich des Rheins vor. Bereits 1912 wurde das Fort X zweckentfremdet genutzt und darin Wohnungen eingerichtet. Für den Abriss – formal als Entfestigung bezeichnet – richtete man eigens in Köln ein Entfestigungsamt ein. Es hatte die Aufgabe, die Entfestigungsarbeiten durchführen zu lassen und die Abnahme durch Berlin vorzubereiten. Das Amt legte am 25. September 1920 seinen Antrag auf Nichtentfestigung vor und begann im November 1920 mit der Sprengung von Festungsanlagen im Kölner Südwesten, insgesamt waren im Entfestigungsplan 182 Bauwerke aufgeführt. An deren Stelle sollten „Grünanlagen für das soziale Bedürfnis“ entstehen. 
Die Planung dieser neuen Nutzung wurde Gartenbaudirektor Fritz Encke übertragen. Fort X wurde von einer Sprengung aufgrund vorheriger Erhaltungsanträge verschont, so dass Encke das Fort 1921 als „grünes Fort“ umgestaltete und auf der Enveloppe einen symmetrisch angelegten Rosengarten einrichtete. Dessen Anlage geht maßgeblich auf den damaligen Kölner Oberbürgermeister und Rosenliebhaber Konrad Adenauer zurück. 1930 wurde im Reduit ein Büro des städtischen Gartenamtes eingerichtet, 1939 nutzte es die SS als Kameradschaftshaus. 
Fort X erhielt im Zweiten Weltkrieg zwei Volltreffer, einer zerstörte das Obergeschoss des rechten Traditors, der andere beschädigte die Kasematten der Mortierbatterie in der Spitze des Forts. Der Keller des Reduits und die Defensionsgalerie wurden als Luftschutzbehelfsbauten genutzt, wie heute noch an den Luftschutztüren im Keller und an den Betonverstärkungen in der linken Defensionsgalerie zu sehen ist. Nach Ende des Krieges wurde das Fort von ausgebombten Familien bewohnt. Der letzte Bewohner des Fort X, Georg Polster, starb im Mai 2011.

## Heutige Nutzung
Fort X als besterhaltenes preußisches Fort der inneren Fortkette präsentiert sich in einer großzügig gestalteten Parkanlage mit einer Fläche von 98,43 Hektar, die Aufbau und Funktionsweise einer früheren Verteidigungsanlage gut nachvollziehen lässt. Heute erhalten sind Kernwerk, Umwallung mit Kasematten, Flanken- und Facengraben mit Eskarpen- und Kontereskarpenmauern sowie Minengalerien. Das Fort ist fast vollständig erhalten und in ein Parkgelände integriert. Nach dessen Sanierung im Juli 2013 sind im Rosengarten über 70 Rosensorten zu sehen.

## Lage
Alle Kölner Straßen, die an ehemaligen Forts liegen, heißen heute „Wall“. Das Fort X liegt am Neusser Wall 33 nahe der Inneren Kanalstraße und Neusser Straße in der Neustadt-Nord und ist mit der Stadtbahn Köln über die U-Bahnhöfe Lohsestraße oder Reichenspergerplatz erreichbar.